# Zanette (famiglia)
I Zanette sono un'antica famiglia dell'Ordine dei Segretari della Repubblica Veneta, con residenza aVenezia, Padova e Treviso, la quale, con Diploma Imperiale 19 agosto 1661, fu elevata al rango di nobile del Sacro Romano Impero, dall'Imperatore Leopoldo, per benemerenza, in persona di Antonio Zanette, con tutta la sua discendenza mascolina e femminina. 
Un ramo del casato, oggi estinto, era stato anche, da S.M. l'Imperatrice Maria Teresa, decorato, con Diploma 30 giugno 1761, del titolo di Conte di Lombardia, trasmissibile ai soli primogeniti. Fu confermata nobile con Sovrane Risoluzioni 25 luglio 1820 e 25 febbraio 1823. 
Al ramo stabilitosi in Venezia, appartenne: Antonio Maria, del fu Giuseppe, nato il 5 aprile 1741, morto il 3 aprile 1827, ammogliato con la nobile sig.ra Giustina Gabriel.